# Epistrophe terminalis
Epistrophe terminalis är en tvåvingeart som först beskrevs av Charles Howard Curran 1925.  Epistrophe terminalis ingår i släktet brynblomflugor, och familjen blomflugor. Inga underarter finns listade i Catalogue of Life.